# MTV Росія
«MTV Росія» (рос. MTV Россия) (читається «Ем-ті-ві»; згідно з ліцензією — «MTV: Музичне Телебачення») — російський музично-розважальний телеканал почав мовлення 25 вересня 1998 року як частина всесвітньої мережі MTV. Його перезапуск тільки в супутниковому і кабельному форматі був здійснений 1 жовтня 2013 року.
У середині 2000-х років посилення позицій таких розважальних каналів, як СТС і ТНТ, змусило MTV Росія змінити сітку мовлення каналу в бік зменшення кількості як безпосередньо музики так і передач, які мають до неї відношення і збільшення кількості чисто розважальних передач як власного виробництва так і запозичених у інших відділень MTV.

## Історія каналу
- У ніч з 25 на 26 вересня 1998 — телеканал MTV Russia почав своє мовлення у Росії[2]. Ефір каналу відкрив концерт Prodigy в Москві. Першим відеокліпом російського виконавця став «Владивосток 2000» групи Мумій Троль, першим зарубіжним відео — кліп Паффа Дедді і Джиммі Пейджа «Come With Me».
- З 25 вересня 1998 року по 1 жовтня 2001 — передачі з логотипом телеканалу MTV Russia можна також було побачити вранці і вночі в Москві на 33 ТВК на телеканалі Телеекспо (займав ранкові та нічні години каналу «Культура»)[3].
- 2 жовтня 2001 — на 33 ТВК у цей час вийшов європейський новинний канал EuroNews, а MTV Russia повністю перейшов на дециметрову частоту (38 ТВК у Москві, де з 1998 по 2001 рік телеканал віщав тільки по буднях з 12:30 до 00:29, і у вихідні з 10:00 до 00:29[4][5])
- У 2002 році — Борис Зосімов продав свою частку акцій власнику бренду MTV компанії Viacom. Після цього Viacom почала змінювати формат каналу за зразком оригінального каналу MTV, з'явилися нові шоу, а рейтингові програми російського виробництва «12 злісних глядачів», «Бадьорий ранок», «Тихий час», «Правило буравчика», «ПапарацЦі», «Shit-парад» та "VIP Каприз "були закриті, услід з каналу пішли: Василь Стрельников, Антон Комолов, Ольга Шелест, Яна Чурікова — провідні цих програм[6][7][8][9].
- З осені 2004 року по 2008 рік — MTV Russia проводить власну церемонію музичних нагород — Музичні нагороди MTV Росія (RMA).
- З 2006 по 2009 роки — проводилася церемонія Кінонагороди MTV Росія.
- У 2006 році — MTV Russia запустив високобюджетний телесеріал власного виробництва «Клуб». Успіх серіалу серед глядачів дозволив телеканалу зняти і другий серіал «Здрастуйте, я ваша папо».
- У червні 2007 року — 100 % акцій телеканалів «MTV Russia» і «VH1 Росія» були викуплені компанією Проф-Медіа[10].
- Влітку 2008 року — був початий ребрендинг каналу, який спрямований на скорочення виробництва власних програм і штату співробітників. У тому ж році з каналу пішла передостання ведуча зі старої команди — Тутта Ларсен. Зі старої команди на каналі залишився тільки Олександр Анатолійович.
- 9 вересня 2009 — логотип було перенесено в лівий верхній кут, прибрано SMS-сервіси, з'явилися нові програми
- 1 червня 2010 — Телеканал VH1 Росія завершив своє мовлення в ніч з 31 травня на 1 червня 2010 року рівно опівночі за московським часом кліпом «Resistance» групи «Muse». Таку інформацію офіційно підтвердила прес-служба каналу MTV Russia. З цього моменту російські оператори платного телебачення знову можуть показувати європейську версію каналу VH1 Europe
- Восени — взимку 2010 року — ТОВ «Енергія ТВ» припинила розповсюдження каналу у Казахстані, Молдові Киргизстані і Білорусі.
- 25 вересня 2011 — MTV Russia зазначав 13-тиріччя в ефірі, на честь цього транслювався серіал «Клуб».
- У червні 2012 року — генеральний директор Роман Саркісов покинув свій пост, і новим генеральним директором телеканалів MTV Russia, 2х2, ТВ-3 став Микола Картозія.
- У жовтні 2012 року — формат MTV Russia піддався змінам. З'явилися нові передачі з найбільш відомими ведучими, зменшився обсяг музичного мовлення, у сітку додані фільми радянського виробництва і радянські мультфільми.
- На початку грудня 2012 — з'явилася інформація про можливе закриття MTV Russia, згодом генеральний директор каналу Микола Картозія підтвердив цю інформацію і розповів що 1 червня 2013 року на частоті MTV Russia почне мовлення розважальний телеканал «Пятница!»[11][12].
- У ніч з 30 травня на 31 травня 2013 — MTV Russia припинив ефірне мовлення. На його частоті розпочав мовлення телеканал «Пятница!»
- 1 жовтня 2013 — Компанія Viacom International Media Networks (VIMN) правовласник бренду MTV запустила супутниковий канал MTV Russia[13][14][15].
- Влітку 2008 року — був початий ребрендинг каналу, який спрямований на скорочення виробництва власних програм і штату співробітників. У тому ж році з каналу пішла передостання ведуча зі старої команди — Тутта Ларсен. Зі старої команди на каналі залишився тільки Олександр Анатолійович.
- 9 вересня 2009 — телеканал справив апгрейд: логотип переїхав в лівий верхній кут, змінився, SMS-сервіси зникли, і з'явилися нові програми
- 1 червня 2010 — Телеканал VH1 Росія завершив своє мовлення в ніч з 31 травня на 1 червня 2010 року рівно опівночі за московським часом кліпом «Resistance» групи «Muse». Таку інформацію офіційно підтвердила прес-служба каналу MTV Russia. З цього моменту російські оператори платного телебачення знову можуть показувати європейську версію каналу VH1 Europe
- Восени — взимку 2010 року — ТОВ «Енергія ТВ» припинила розповсюдження каналу у Казахстані, Молдові Киргизстані і Білорусі.
- 25 вересня 2011 — MTV Russia зазначав 13-тиріччя в ефірі, на честь цього транслювався серіал «Клуб».
- У червні 2012 року — генеральний директор Роман Саркісов покинув свій пост, і новим генеральним директором телеканалів MTV Russia, 2х2, ТВ-3 став Микола Картозія.
- У жовтні 2012 року — формат MTV Russia піддався змінам. З'явилися нові передачі з найбільш відомими ведучими, зменшився обсяг музичного мовлення, у сітку додані фільми радянського виробництва і радянські мультфільми.
- На початку грудня 2012 — з'явилася інформація про можливе закриття MTV Russia, згодом генеральний директор каналу Микола Картозія підтвердив цю інформацію і розповів що 1 червня 2013 року на частоті MTV Russia почне мовлення розважальний телеканал «Пятница!»[11][12].
- У ніч з 30 травня на 31 травня 2013 — MTV Russia припинив ефірне мовлення. На його частоті розпочав мовлення телеканал «Пятница!»
- 1 жовтня 2013 — Компанія Viacom International Media Networks (VIMN) правовласник бренду MTV запустила супутниковий канал MTV Russia[13][14][15].

## MTV Russia Music Awards
Церемонія MTV Russia Music Awards (RMA) — щорічна церемонія вручення музичних нагород, заснована телеканалом MTV Росія в 2004 році. Перша церемонія вручення нагород відбулася 16 жовтня 2004 в Кремлі. Церемонія MTV RMA є одним з яскравих музичних подій в Росії. Щороку церемонія проводиться в новому місці, де крім російських артистів виступають запрошені зірки світової сцени. Головний приз церемонії — матрьошка, яка змінює свій спосіб щороку, відповідно стилістиці шоу.
У 2009 році премія Russia Music Awards була скасована.

### Нагороди MTV
Щорічно до 2009 року MTV Russia проводив дві церемонії вручення нагород: «MTV Russia Music Awards» і «Кінонагороди MTV Росія».

### Кінонагороди MTV Росія
Премія MTV Russia Movie Awards — російська версія американської премії MTV Movie Awards. Дебютувала в 2006 році і відзначає російські та міжнародні фільми. MTV Russia Movie Awards є першим заходом такого роду, що представляє і російські та міжнародні значущі фільми на суд російського глядача. Всіх номінантів і переможців обирають самі глядачі голосуванням. З 2010 року премія не проводилася.
У 2008 році провідними премії були Ірена Понарошку, Тая Катюша, Артем Корольов, Тутта Ларсен і Олександр Анатолійович.

## Критика
- Останнім часом глядачі телеканалу нерідко висловлюють претензії з приводу повної відсутності музичного контенту в денний час і через занадто великої кількості показуються американських і адаптованих під російськомовного глядача реаліті-шоу на каналі[16].

- У травні 2012 року депутат Законодавчих зборів Санкт-Петербурга Віталій Мілонов заявив, що телеканал MTV в Росії потрібно закрити, або перевести на «неефірне мовлення», так як передачі на ньому завдають моральний шкоду глядачам і розкладають їх. На його думку, на каналі MTV «перейшли всі межі дозволеного», більшість передач негативно впливає на глядачів, так як вони вульгарні і низькопробні. Депутат зазначив, що раніше телеканал передавав хорошу музику і «прикольні мультики». Можливий перехід MTV на «неефірне мовлення» може впливати на зміну програмної концепції, зменшення рекламного часу і закриття низки програм, а також на зміну Роскомнадзор ом відповідного свідоцтва про реєстрацію та ліцензії на здійснення телемовлення[17].

## Логотип

Логотип, використовувався з 1998 по 2010 рік (часто міняв колір на екрані)
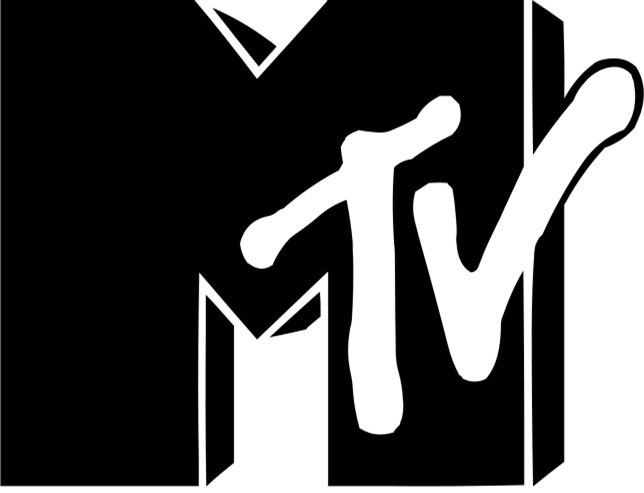
Логотип, використовувався з 2009 по 2010 рік
Логотип, який використовується з 2010 року
Логотип, використовуваний навесні 2010 року